# Tostão (moeda)

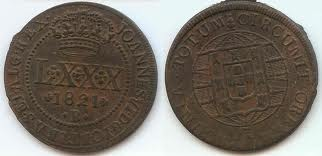
Tostão do Reino Unido de Brasil, Portugal e Algarves. Moeda de cobre de 80 (LXXX) réis cunhada em 1821, pela casa da moeda da Bahia, sob reinado de D. João VI. Moeda nº 493 da série cobre, do Livro das moedas do Brasil, p.270.

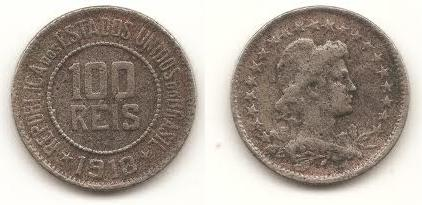
Tostão brasileiro da República. Moeda em cuproníquel de 100 réis, cunhada em 1918. Moeda nº 072 da série Vários Metais, do catálogo Livro das moedas do Brasil, p.318.

Tostão era uma antiga subdivisão da moeda em curso. A palavra tostão tem origem no francês teston, que era uma moeda de prata com a efígie de um monarca. O termo francês foi emprestado do italiano testone, que era uma antiga moeda da segunda metade do século XIII, e a palavra significava literalmente "cabeça grande". Fácil deduzir que num dos lados dessas moedas havia uma grande face representando uma figura humana (o monarca, geralmente).

## No Brasil
Tostão era uma moeda de 80 réis no período Colonial e Imperial. Nessas moedas não se via a "cara grande", mas apenas o brasão real ou imperial. Foram cunhados tostões (80 réis) em prata de 1695 a 1833, em cobre somente a partir de 1811, sendo mais comuns apenas a partir de 1818.
Já na República, entre 1918 e 1935, a fim de facilitar o troco, foi cunhada em cuproníquel uma nova série de moedas que substituiu cédulas de valores pequenos e moedas antigas. A moeda de 100 réis dessa série ficou conhecida  como tostão e teve curso legal até 1942, quando foi extinto o antigo real, substituído pelo cruzeiro.
Na cultura popular, no sentido figurado significou coisa de pouca monta ou pouco demorada; informalmente também significava uma joelhada nos músculos da coxa; e, no Rio de Janeiro chegou a ser usado no sentido de "pingo de chuva".

## Em Portugal
Tostão foi uma moeda de prata cunhada pela primeira vez no reinado de D. Manuel I, equivalente a 100 reais ou réis (um quarto do português, de prata, daquele monarca). O submúltiplo do tostão chamou-se meio tostão, equivalente a 50 reais ou réis.'
1. 1 2 3  AMATO, Claudio; NEVES, Irlei S.; RUSSO, Arnaldo (2004). Livro das moedas do Brasil. 1643 a 2004 11 ed. São Paulo: Stampato
2. 1 2  Dicionário eletrônico Houaiss da língua portuguesa 3.0.
3. ↑  Moedas do Brasil: Real.
4. ↑  Banco Central do Brasil. Dinheiro no Brasil (PDF).
5. ↑  M., Folgosa, J. M. (n.d.). Dicionário de numismática (bibliografia, biografia, história, mitologia, gíria, gravadores e legendas). Porto: Livraria F. Machado. p. 374. OCLC 3872310

.